# Gens Livia

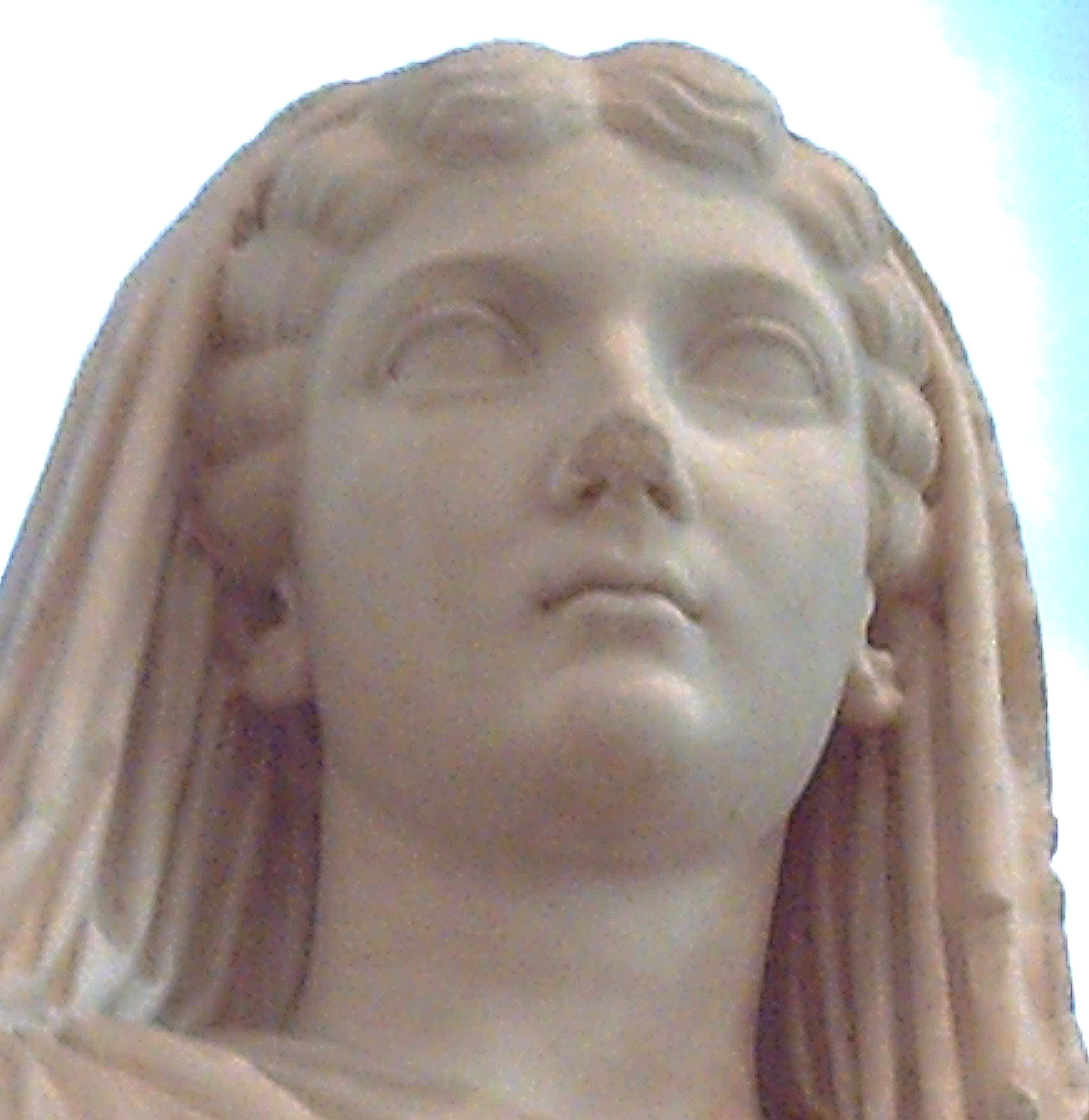
Beeld van Livia Drusilla II.

De gens Livia was een plebeïsche familie. Hun nomen gentile was Livius (vrouwelijk: Livia). Zij genoten grote bekendheid tijdens de Romeinse Republiek en behoorde tot de meest invloedrijke gentes. Uit hun midden kwamen acht consuls, twee censors en drie triomftochten, alsook leden die het ambt van dictators en magister equitum bekleedden. De gens Livia bestond uit een aantal familietakken herkenbaar aan de cognomina Denter, Drusus, Macatus en Salinator. De verschillende familietakken en leden staan hieronder op chronologische volgorde weergegeven. 

## Gens Livia Dentra
- Gaius Livius Denter: magister equitum van de dictator Caius Claudius Crassus Regillensis in 348 v.Chr.
- Marcus Livius Denter: consul in het jaar 302 v.Chr.

## Gens Livia Macata
- Marcus Livius Macatus militair commandant van Tarentum in 214 v.Chr.

## Gens Livia Salinatores
- Marcus Livius Salinator, consul in 219 v.Chr. and 207 v.Chr., overwinnaar van Hasdrubal Barkas in de Slag bij de Metaurus
- Gaius Livius Salinator, consul in 188 v.Chr.;

## Gens Livia Drusa
Mannelijke leden
- Marcus Livius Drusus: stamvader van de gens Livia Drusa
- Marcus Livius Drusus Aemilianus: vader van GaiusLivius Drusus.
- Gaius Livius Drusus (consul in 47 v.Chr.): consul in 147 v.Chr., zoon van Drusus Aemilianus.
- Marcus Livius Drusus maior: consul in 112 v.Chr., zoon van Gaius Livius Drusus;
- Gaius Livius Drusus II (ii): zoon van Gaius Livius Drusus;
- Marcus Livius Drusus minor: (? – 91 v.Chr.) volkstribuun, zoon van M. Livius Drusus (ii)
- Livius Drusus Claudianus: vermoedelijk een geadopteerde zoon van M. Livius Drusus (iii)
- Marcus Livius Drusus Libo: consul in 15 v.Chr. vermoedelijk geadopteerde zoon van Drusus Claudianus.
- Lucius Scribonius Libo Drusus: zoon van M. Livius Drusus Libo.

Vrouwelijke leden
- Livia Drusilla (i): dochter van M. Livius Drusus maior en moeder van Marcus Porcius Cato Uticensis minor.
- Livia Drusilla (ii): dochter van Livius Drusus Claudianus, ook bekend als Julia Augusta.

## Prominente afstammelingen van de gens Livia tijdens hetPrincipaat
Mannelijke leden
- Nero Claudius Drusus: (38 v.Chr. – 9 v.Chr.), ook bekend als Drusus Germanicus, zoon van Livia Drusilla (ii).
- Tiberius Nero Caesar: (42 v. Chr – 37 n.Chr.)beter bekend als keizer Tiberius, zoon van Livia Drusilla
- Germanicus Julius Caesar: zoon van Drusus Germanicus.
- Tiberius Claudius Drusus Caesar: beter bekend als keizer Claudius, zoon van Drusus Germanicus.
- Drusus Caesar:  (7 – 33 n.Chr.), zoon van keizer Tiberius

Vrouwelijke leden
- Livilla: dochter van Drusus Germanicus.

## Overige
- Livius Andronicus: (ca. 284 v.Chr. — 204 v.Chr.), Latijnse dichter.
- Titus Livius: (rond 59 v.Chr. – 17 n.Chr.), geschiedschrijver, auteur van het werk Ab Urbe Condita.

Forlì in Emilia-Romagna (Italië) werd volgens de overlevering Forum Livii genoemd, naar Livius Salinator.